# Masoveria del castell de Savassona
La Masoveria del castell de Savassona és una obra de Tavèrnoles (Osona) inclosa a l'Inventari del Patrimoni Arquitectònic de Catalunya.

## Descripció
Edifici civil. Masoveria del mas del Castell. És de planta rectangular i es troba assentada sobre el desnivell del terreny en direcció Oest/Est.
És de planta rectangular i forma dos cossos de diferent alçada. El que correspon a la façana és cobert a dues vessants, amb el carener paral·lel a aquesta. El cos posterior és cobert a una sola i vessa les aigües a migdia. La façana, al Nord, presenta un portal rectangular que dona accés al primer pis i diverses finestres amb ampits. Al damunt hi ha una lliça de pedra amb un mur que la tanca i s'uneix a la façana de llevant, la qual té un portal d'arc rebaixat, que dona accés a les dependències agrícoles de pedra, destinades també a les tasques agrícoles i s'uneixen als murs del castell. És construïda amb maçoneria pedra vista i alguns sectors són arrebossats.
Coberta amb teules i bigues de fusta.

## Història
La història de la masoveria va unida a la del Castell de Savassona, terme del qual ee tenen notícies ja al segle ix. El Castell ha perdut ja la imatge de fortalesa puix que fou convertit en residència dels barons de Savassona i àmpliament modificat als segles xvi i xviii. Segons les dades constructives de la masoveria, es degué construir al segle xviii en temps de Ferrer Brossa, el qual feu col·locar el seu escut i retrat a la façana del Castell.
En època napoleònica el castell fou incendiat i la masoveria malmesa, per tant hi varen haver unes reformes posteriors que donaren la fesomia actual a les edificacions.
Dades constructives:
-Portal Nord: 1701
-Portal Oest: 1716
-Portal i finestra Est: 1714.